# Châteauneuf-Miravail
Châteauneuf-Miravail – miejscowość i gmina we Francji, w regionie Prowansja-Alpy-Lazurowe Wybrzeże, w departamencie Alpy Górnej Prowansji.

## Demografia
Według danych na rok 1990 gminę zamieszkiwało 57 osób, a gęstość zaludnienia wynosiła 3 osoby/km². W styczniu 2015 r. Châteauneuf-Miravail zamieszkiwało 79 osób, przy gęstości zaludnienia wynoszącej 4 osoby/km².